# F. P. Journe
F. P. Journe, legalmente Montres Journe SA, é uma empresa suiça fabricante de relógios de pulso de luxo com sede em Geneva, fundada em 1999 por François-Paul Journe. É a única fabricante de relógios de luxo suiça com sede no país, em Geneva. É também a única relojoeira de luxo, a par com a Rolex que se mantém independente de holdings, detendo a maioria da Montres. Produz apenas 800 modelos por ano devido à sua exclusividade.